# Gryllus thinos
Gryllus thinos (лат.) — вид прямокрылых насекомых из семейства сверчков. Эндемики США.

## Распространение
Северная Америка: США (Техас, побережье у морского залива, прибрежные морские дюны).

## Описание
Сверчки чёрного цвета (задние бёдра светлее). Отличаются от близких видов (Gryllus firmus) особенностями морфологии (мелкие и средние размеры, короткие задние крылья, церки средней длины), ДНК и акустической коммуникации (пения), местами обитания (песчаные биотопы). Вид был впервые описан в 2019 году американскими энтомологами Дэвидом Вейссманом (David B. Weissman; Department of Entomology, Калифорнийская академия наук, Золотые ворота, Сан-Франциско, США) и Дэвидом Грэем (David A. Gray; Department of Biology, Университет штата Калифорния, Northridge, Калифорния). Видовое название thinos в переводе с греческого означает «пляж, побережье или берег», что означает место обитание этого сверчка.